# Trimeresurus hageni
Trimeresurus hageni là một loài rắn trong họ Rắn lục. Loài này được Lidth De Jeude mô tả khoa học đầu tiên năm 1886.

## Hình ảnh

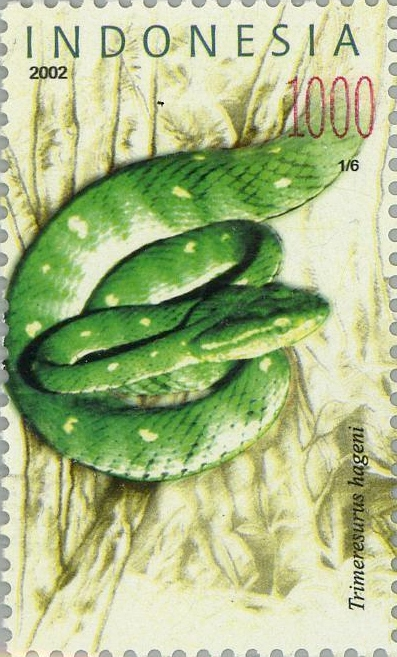